# Exochus navitus
Exochus navitus là một loài tò vò trong họ Ichneumonidae.